# Monika Lidke
Monika Lidke (ur. w Malczycach) – polska piosenkarka i kompozytorka jazzowa i folkowa.

## Dzieciństwo
Monika Lidke urodziła się w Malczycach, a w wieku czterech lat przeprowadziła się z rodzicami do Lubina, gdzie mieszkała do czasów studiów. Jako nastolatka uczyła się grać na gitarze klasycznej.

## Kariera
W 1992 roku Monika Lidke wyjechała z Polski na studia językowe do Paryża. We Francji uczyła się śpiewu w Paryskiej Wyższej Szkole Spektaklu. W 2005 roku przeniosła się do Londynu, gdzie nagrywa swoje płyty. W lutym 2009 roku premierę miała jej debiutancka płyta studyjna zatytułowana Waking up to Beauty. 
W maju 2014 roku ukazał się jej drugi album studyjny zatytułowany If I Was to Describe You. Na krążku gościnnie wystąpili Janek Gwizdala, Shez Raja oraz Basia Trzetrzelewska. 
W marcu 2017 roku premierę miał jej trzeci album studyjny zatytułowany Gdyby każdy z nas....

## Dyskografia

### Albumy studyjne
- Waking up to Beauty (2009)
- If I Was to Describe You (2014)
- Gdyby każdy z nas... (2017)
- Let the World be a Question (2020)[5]